# Carex comans
Espèce
Classification phylogénétique
Carex comans est une espèce de plantes du genre Carex et de la famille des Cyperaceae, originaire de Nouvelle-Zélande.